# منظمة الأغذية والزراعة
منظمة الأغذية والزراعة (بالإنجليزية: Food and Agriculture Organization) كما تعرف باسم فاو نسبة إلى الاختصار (بالإنجليزية: FAO)، هي منظمة متخصصة تابعة للأمم المتحدة تقود الجهود الدولية للقضاء على الجوع في العالم. ويقوم بإدارتها حالياً مينا رزق.
تقوم الفاو بخدمة الدول المتقدمة والدول النامية على حد سواء. تعمل منظمة الأغذية والزراعة منتدى محايداً حيث تتقابل الأمم كلها على أساس الند للند لمفاوضة الاتفاقيات وسياسات المناقشة. وتعتبر الفاو أيضا مصدرا للمعرفة والمعلومات الدقيقة وتقوم بمساعدة البلدان النامية والبلدان في مرحلة التطور على تطوير وتحسين ممارسات الزراعة والغابات ومصايد الأسماك، كافلة بذلك التغذية الجيدة والأمن الغذائي للجميع.
شعار المنظمة بالاتينية هو fiat panis والذي يترجم إلى العربية «أوجدوا خبزاً!»
أُسست منظمة الأغذية والزراعة في 16 أكتوبر عام 1945 في مدينة كيبك، كندا. في عام 1951 تم نقل المقر الرئيسي للمنظمة من واشنطن العاصمة، الولايات المتحدة، إلى روما، إيطاليا. حتى الثامن من أغسطس 2013، يبلغ عدد أعضاء المنظمة 194 دولة، إضافة إلى الاتحاد الأوروبي («منظمة عضو»)، وأيضا جزر فارو و‌توكيلاو «أعضاء منتسبين».

## نبذة تاريخية
| 100 ليرة إيطالية (احتفالاً بمنظمة الأغذية والزراعة)                                          | 100 ليرة إيطالية (احتفالاً بمنظمة الأغذية والزراعة)                                                        |
| ------------------------------------------------------------------------------------------- | --- |
|                                                                                             | |
| الوجه: امرأة شابة مع جديلة تواجه اليسار. يحيطها شعار Repubblica Italiana (جمهورية إيطاليا). | الظهر: بقرة ترضع صغيرها، التاريخ والقيمة. فاو في الأسفل وعبارة Nutrire il Mondo (إطعام العالم) في الأعلى. |
| عملة أصدرتها إيطالية في السبعينيات للاحتفال بمنظمة الأغذية والزراعة والترويج لها.           | |

ظهرت فكرة إنشاء منظمة عالمية للغذاء والزراعة في أواخر القرن التاسع عشر وأوائل القرن العشرين عن طريق الناشط ومتخصص الزراعة الأمريكي دايفيد لوبين. في مايو حتى يونيو 1905، أقيم مؤتمر دولي في روما بايطاليا، أسفرعن إنشاء المؤسسة الدولية للزراعة بواسطة الملك فيكتور إيمانويل الثالث.
ثم في 1943 دعا رئيس الولايات المتحدة الأمريكية فرانكلين روزفيلت إلى إقامة مؤتمر للأمم المتحدة حول الأغذية والزراعة. وقد اجتمع 44 من ممثلي الحكومات في منتجع أومني هومستيد بمدينة هوت سبرينجز بولاية فيرجينيا من 18 مايو حتى 3 يونيو. وتعهدت الأطراف بإنشاء منظمة دائمة للأغذية والزراعة. وتم ذلك في كيبيك في 16 أكتوبر 1945 حيث تم إقرار دستور منظمة للاغذية والزراعة. وأقيمت أول دورة لمؤتمر المنظمة في قصر فرونتناس بكيبيك من 16 أكتوبر حتى 1 نوفمبر 1945.
وبحلول الحرب العالمية الثانية تم إنهاء عمل المؤسسة الدولية للزراعة، ولكن لم يتم حلها رسميًا إلا في 27 فبراير 1948 بقرار من لجنتها الدائمة. وأحيلت مهامها بعد ذلك لمنظمة الفاو.
منذ أواخر الأربعينيات، سعت منظمة الأغذية والزراعة إلى إبراز بصماتها في منظومة الأمم المتحدة الناشئة. وقد ارتكز عملها على دعم البحوث الزراعية والتغذوية، وتقديم المساعدة الفنية للبلدان الأعضاء لتعزيز الإنتاج في الزراعة، وصيد الأسماك، والغابات. في الخمسينيات والستينيات، تعاونت الفاو مع العديد من المنظمات الدولية حول مشروعات تنموية.

## الهيكل والتمويل

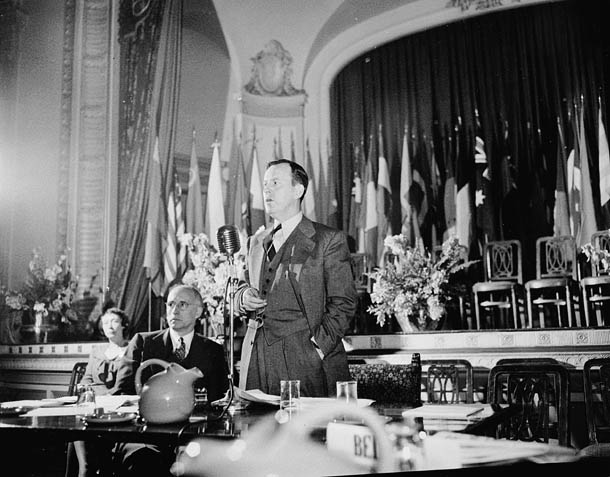
ليستر بولز بيرسون يترأس جلسة مكتملة للمؤتمر التأسيسي لمنظمة الأمم المتحدة للأغذية والزراعة. أكتوبر 1945

في 1951، تم نقل مقر المنظمة من (واشنطن) إلى (روما). ويتم توجيه المنظمة بواسطة مؤتمر الدول الأعضاء، الذي ينعقد مرة كل سنتين لمناقشة خطة العمل وتحديد الميزانية القادمة على مدار السنتين القادمتين. وينتخب في المؤتمر 49 عضوًا من 49 دولة مختلفة (يخدمون بفترات تناوب مدتها ثلاث سنوات) ويعمل كهيئة حاكمة مؤقتة، والمدير العام هو الذي يرأس الوكالة.
تتكون المنظمة من ثماني إدارات وهي: الزراعة وحماية المستهلك، وإدارة المناخ والتنوع البيولوجي والأراضي والمياه، والتنمية الاقتصادية والاجتماعية، ومصائد الأسماك وتربية الأحياء المائية، والغابات، والخدمات المؤسسية، والتعاون التقني، وإدارة البرامج.
اعتباراً من عام 1994، خضعت منظمة الأغذية والزراعة لأهم عملية إعادة هيكلة منذ تأسيسها، فبدأت تعتمد على لامركزية العمليات، وتبسيط الإجراءات، وخفض التكاليف. ونتيجة لذلك، فقد تم توفير حوالي 50 مليون دولار أمريكي، أي ما يعادل 35 مليون يورو في السنة.

### الميزانية
تمول ميزانية البرنامج العادي لدى المنظمة من قبل أعضائها، من خلال المساهمات المحددة في مؤتمر المنظمة. وتغطي هذه الميزانية العمل التقني الأساسي، والتعاون والشراكات بما في ذلك برنامج التعاون التقني، وتبادل المعرفة، والسياسات، والتوجيه والإدارة، والحوكمة والأمن.
تبلغ ميزانية المنظمة الإجمالية المقررة للفترة (2016/2017) 2.6 مليار دولار أمريكي. وتدعم المساهمات التطوعية التي تقدم من قبل الأعضاء والشركاء الآخرين المساعدات الطارئة (بما في ذلك إعادة التأهيل) للحكومات لأغراض محددة بوضوح ترتبط بإطار النتائج، فضلاً عن الدعم المباشر لعمل المنظمة الأساسي. ومن المتوقع أن تصل المساهمات التطوعية إلى نحو 1.6 مليار دولار أمريكي في الفترة (2016/2017).
وتغطي هذه الميزانية العامة الأعمال الفنية الأساسية، والتعاون والشراكات، مما يؤدي إلى تحقيق زيادة في نتائج الأغذية والزراعة بنسبة 71%، وزيادة 11٪ في نتائج الوظائف الأساسية، وخفض 5٪ من توصيلات المكاتب الشبكية، وخفض 2٪ من النفقات الأمنية، وخفض 6% من نفقات الإدارة، وخفض 5% من البرنامج الفني التعاوني.

### مُدراء المنظمة
| الرقم | المدير العام           | الجنسية          | فترة الإدارة                                         |
| ----- | ---------------------- | ---------------- | ---------------------------------------------------- |
| 10    | شو دنيو                | الصين            | أغسطس/ آب 2019 – يوليو/تموز 2023                     |
| 9     | خوسيه غرازيانو داسيلفا | البرازيل         | يناير / كانون الثاني 2012 – يوليو/تموز 2019 (فترتين) |
| 8     | جاك ضيوف               | السنغال          | يناير / كانون الثاني 1994 – ديسمبر/كانون الأول 2011  |
| 7     | إدوارد صوما            | لبنان            | يناير / كانون الثاني 1976 – ديسمبر/كانون الأول 1993  |
| 6     | أديك هندريك بورما      | هولندا           | يناير / كانون الثاني 1968 – ديسمبر/كانون الأول 1975  |
| 5     | بيناي رانجان سين       | الهند            | نوفمبر / تشرين الثاني 1956 – ديسمبر/كانون الأول 1967 |
| 4     | سير هيربرت برودلي      | المملكة المتحدة  | أبريل/نيسان 1956 – نوفمبر/تشرين الثاني 1956          |
| 3     | فيليب كاردون           | الولايات المتحدة | يناير / كانون الثاني 1954 – أبريل/نيسان 1956         |
| 2     | نوريس دوود             | الولايات المتحدة | أبريل / نيسان 1948 – ديسمبر/كانون الأول 1953         |
| 1     | جون بويد أور           | المملكة المتحدة  | أكتوبر / تشرين الأول 1945 – أبريل /نيسان 1948        |

### نواب المدير العام
| الدولة           | الاسم                   | الفترة          |
| ---------------- | ----------------------- | --------------- |
| الولايات المتحدة | وليام نوبل كلارك        | 1948            |
| المملكة المتحدة  | السير هربرت برودلي      | 1948-1958       |
| سويسرا           | فريدريش تراوجوت والين   | 1958-1959       |
| المملكة المتحدة  | نورمان سي رايت          | 1959-1963       |
| الولايات المتحدة | أوريس في ويلز           | 1963–1971       |
| الولايات المتحدة | روي آي جاكسون           | 1971-1978       |
| الولايات المتحدة | رالف دبليو فيليبس       | 1978-1981       |
| المملكة المتحدة  | إدوارد م.ويست           | 1981-1985       |
| جمهورية أيرلندا  | ديكلان جيه والتون       | 1986-1987       |
| الولايات المتحدة | هوارد هجورت             | 1992-1997       |
| المملكة المتحدة  | فيكرام ج. شاه           | 1992-1995       |
| الولايات المتحدة | دافيد ايه هارتشيرك      | 1998-2007       |
| الولايات المتحدة | جيمس جي بتلر            | 2008-2010       |
| الصين            | هي تشانغتشوي (العمليات) | 2009-2011       |
| الولايات المتحدة | آن توتويلر (المعرفة)    | 2011-2012       |
| الهند            | مانوج جونيجا (العمليات) | 2011-2012       |
| الولايات المتحدة | دان جوستافسون (البرامج) | 2012-2020       |
| الرأس الأخضر     | ماريا هيلينا سيميدو     | 2013 حتى الآن   |
| فرنسا            | لوران توماس             | 2017- حتى الآن  |
| الولايات المتحدة | بيث بيكدول              | 2020 - حتى الآن |

## المكاتب

### المقر الرئيسي للمنظمة

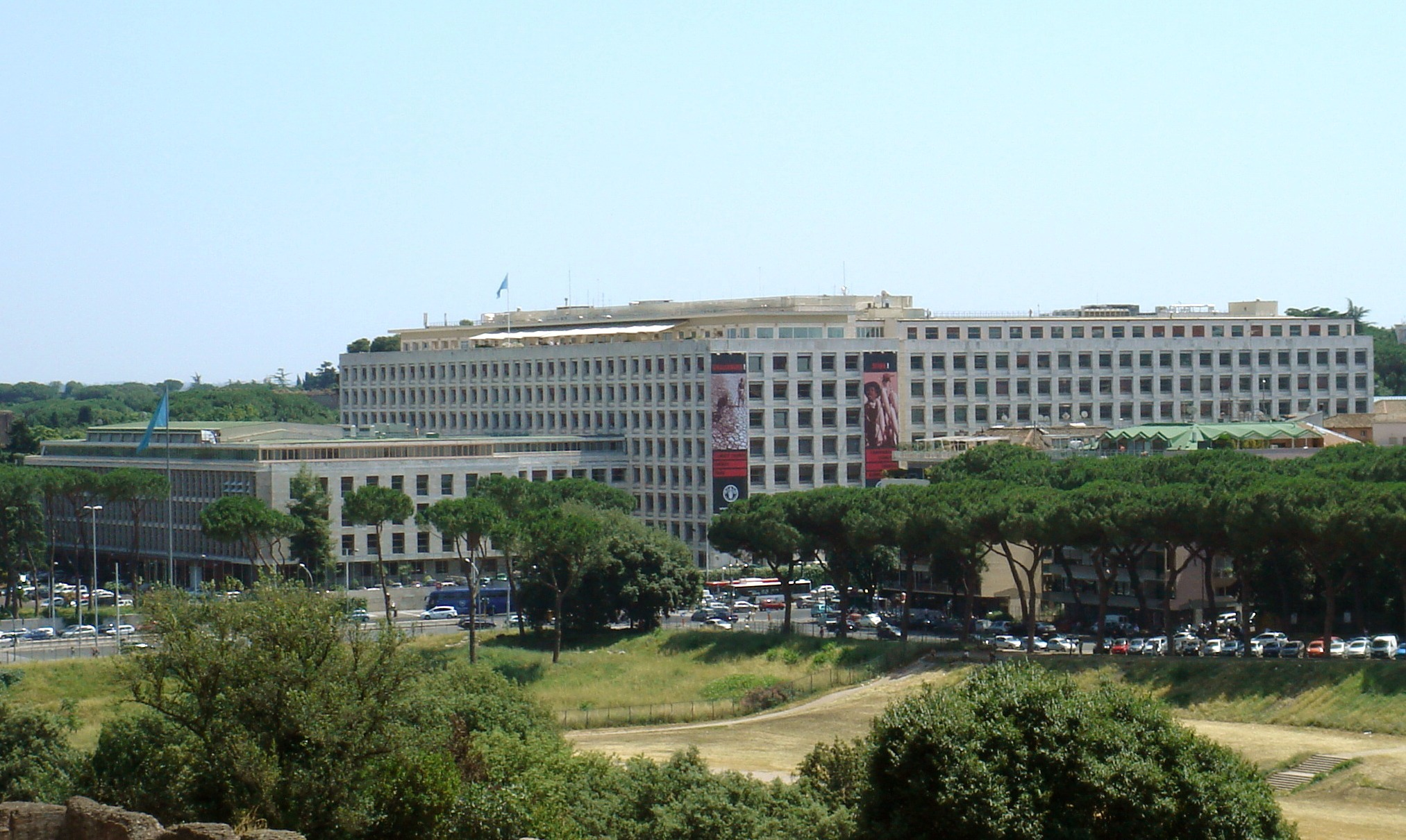
المقر الرئيسي للفاو في روما

يوجد المقر الرئيسي للمنظمة بروما بنفس المقر السابق لإدارة شرق أفريقيا الإيطالية.
وكان هناك واحداً من أبرز المظاهر علي المبني وهي مسلة أكسوم التي كانت موجودة أمام مقر الوكالة، وكان بنيتو موسوليني قد أخذها من اثيوبيا عام 1937 ثم تم إرجاعها في 18 من أبريل عام 2005.

### المكاتب الإقليمية
- المكتب الإقليمي لأفريقيا، في أكرا، غانا.
- المكتب الإقليمي لآسيا والمحيط الهادئ، في بانكوك، تايلاند.
- المكتب الإقليمي لأوروبا وآسيا الوسطى، في بودابست، هنغاريا.
- المكتب الإقليمي لأمريكا اللاتينية ومنطقة البحر الكاريبي، في سانتياغو، تشيلي.
- المكتب الإقليمي للشرق الأدنى وشمال افريقيا، في القاهرة، مصر.

### المكاتب الإقليمية الفرعية

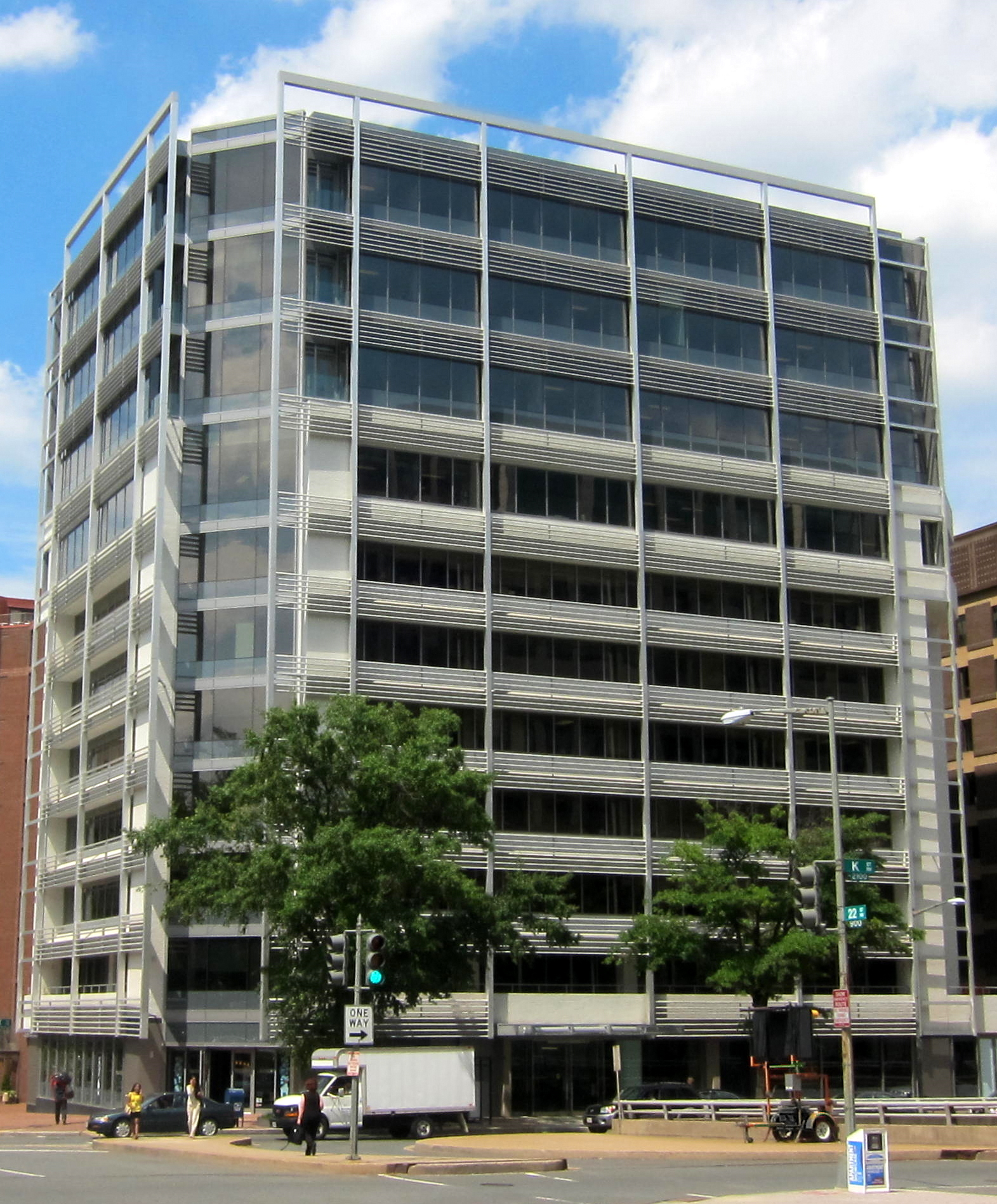
مكتب الاتصال لأمريكا الشمالية، في واشنطن العاصمة

- المكتب الإقليمي الفرعي لوسط أفريقيا، في ليبرفيل، غابون.
- المكتب الإقليمي الفرعي لآسيا الوسطى، في أنقرة، تركيا.
- المكتب الإقليمي الفرعي لشرق أفريقيا، في أديس أبابا، إثيوبيا.
- المكتب الإقليمي الفرعي لأمريكا الوسطى، في مدينة بنما، بنما.
- المكتب الإقليمي الفرعي لشمال أفريقيا، تونس العاصمة، تونس.
- المكتب الإقليمي الفرعي للجنوب الأفريقي وشرق أفريقيا، في هراري، زمبابوي.
- المكتب دون الإقليمي لمنطقة البحر الكاريبي، في بريدج تاون، بربادوس.
- المكتب الإقليمي الفرعي لدول مجلس التعاون الخليجي واليمن، أبوظبي.
- المكتب دون الإقليمي لجزر المحيط الهادئ، في آبيا، ساموا.

### مكاتب الاتصال
- مكتب الاتصال لأمريكا الشمالية، في واشنطن العاصمة.
- مكتب الاتصال مع اليابان، في يوكوهاما.
- مكتب الاتصال مع الاتحاد الأوروبي وبلجيكا، في بروكسل.
- مكتب الاتصال مع الاتحاد الروسي، في موسكو.
- مكتب الاتصال مع الأمم المتحدة، في جنيف.
- مكتب الاتصال مع الأمم المتحدة، في نيويورك.

## أولويات المنظمة
إنّ تحقيق غايات الفاو المتمثلة في القضاء على الجوع والفقر إنما هي مهمة حافلة بالتحديات ومعقدة. واليوم، وبفضل التغييرات الكبرى لطريقة ممارسة أعمالنا، أصبحت الفاو أكثر استعدادا وبساطةً ومرونة، تقوم أنشطتها على أهداف إستراتيجية خمسة. ولدى الفاو الجديدة والمحسّنة فرصة حقيقية للفوز في المعركة ضد الجوع وسوء التغذية والفقر في الريف.

### الأهداف الإستراتيجية لمنظمة الأغذية والزراعة
1. المساعدة في القضاء على الجوع وانعدام الأمن الغذائي وسوء التغذية: تساهم المنظمة في القضاء على الجوع من خلال تيسير وضع سياسات ووجود التزامات سياسية لدعم الأمن الغذائي، وعبر التأكد من أنّ أحدث المعلومات عن الجوع والتغذية والتحديات والحلول متاحة ويسهل الوصول إليها.
2. جعل الزراعة والحراجة ومصايد الأسماك أكثر إنتاجية واستدامة: تعمل المنظمة على تعزيز السياسات والممارسات القائمة على الأدلة لدعم القطاعات الزراعية العالية الإنتاجية (المحاصيل والثروة الحيوانية والحراجة ومصايد الأسماك)، مع ضمان عدم تأثّر قاعدة الموارد الطبيعية بهذه العملية.
3. الحد من الفقر في الريف: تساعد المنظمة الفقراء في المناطق الريفية على الوصول إلى الموارد والخدمات التي يحتاجون إليها - بما في ذلك فرص العمل في الريف والحماية الاجتماعية – لكي يشقوا طريقهم للخروج من الفقر.
4. تمكين نظم زراعية وغذائية شاملة وفعالة: تعمل المنظمة على بناء نظم غذائية آمنة وفعالة تدعم الزراعة القائمة على أصحاب الحيازات الصغيرة وتحد من الفقر والجوع في المناطق الريفية.
5. زيادة قدرة سبل المعيشة على مواجهة الكوارث: تساند المنظمة البلدان في الاستعداد لمواجهة الكوارث الطبيعية وتلك التي يتسبب بها الإنسان من خلال تقليل المخاطر التي تتعرض لها وتعزيز قدرة نظمها الغذائية والنظم الزراعية على مواجهة الكوارث.

### إنجاز المهمة
تعمل الفاو من خلال خطط عمل على مستوى المنظمة ككلّ للتصدي لمسائل ومشاكل يتم تحديدها بالنسبة إلى كل هدف من الأهداف الاستراتيجية حيث تطبّق وظائفنا الأساسية لتحقيق نتائج ملموسة من خلال:
- العمل مع البلدان على وضع اتفاقات ومدونات سلوك ومعايير تقنية وعلى تطبيقها؛
- جمع البيانات والمعلومات الزراعية وتحليلها ورصدها للاستناد إليها في القرارات المتعلقة بالسياسات؛
- تمكين الحوار بشأن السياسات على المستويات العالمية والإقليمية والقطرية؛
- العمل ضمن شراكات مع مجموعة واسعة من المؤسسات، بما فيها المنظمات الدولية، والإقليمية، والجامعات، والحكومات، والقطاع المدني، والقطاع الخاص؛
- بناء قدرات البلدان من أجل تحقيق أهدافها على صعيد التنمية الزراعية؛
- الحصول على المعرفة وتشاطرها على المستوى الداخلي ومع الشركاء؛
- والتواصل حول عمل المنظمة.

### الموضوعات المشتركة
هناك مجالان من مجالات العمل الرئيسية في المنظمة – المساواة بين الجنسين والحوكمة – مدمجان تماماً في طريقة التنفيذ من خلال خطط العمل الخاصة بالأهداف الإستراتيجية.
وتركز المنظمة في مجال الحوكمة على القواعد والعمليات التي تؤثر على التفاعل بين الأطراف الفاعلة الحكومية وغير الحكومية في شتى القطاعات. وتحرص في مجال المساواة بين الجنسين على أن يركز العمل برمّته على المساواة بين الجنسين والمشاركة وتمكين المرأة.

## أهم الأنشطة
تتولى منظمة الأغذية والزراعة للأمم المتحدة قيادة الجهود الدولية الرامية إلى دحر الجوع. وفي نطاق ما تقدمه من خدمات للبلدان المتقدمة والنامية على حد ٍ سواء، توفر المنظمة منتدى محايداً تلتقي فيه البلدان سواسية للتفاوض بشأن الاتفاقات ومناقشة السياسات. وفضلاً عن كونها مصدراً للمعارف والمعلومات، تقدم المنظمة المساعدة للبلدان النامية وبلدان مرحلة التحول لتحديث وتطوير الممارسات الخاصة بقطاعات الزراعة والغابات ومصايد الأسماك، وضمان مستوى جيد من التغذية للجميع. وقد أولت المنظمة، منذ أن تأسست عام 1945، اهتماماً خاصاً للمناطق الريفية النامية، التي تضم 70 في المئة من الفقراء والجياع في العالم.
تشمل أنشطة المنظمة أربعة مجالات رئيسية:
إتاحة المعلومات: تعمل المنظمة كشبكة للمعارف، حيث تستعين بخبرة موظفيها من المختصين في ميادين الزراعة، والغابات، ومصايد الأسماك، والثروة الحيوانية والتغذية، وعلم الاجتماع، والاقتصاد، والإحصاء، وغيرهم من المهنيين، في جمع وتحليل البيانات ونشرها لخدمة التنمية. ويصل عدد زوار موقع المنظمة على الإنترنت إلى نحو مليون زائر شهرياً لتصفح الوثائق التقنية والإطلاع على أوجه تعاون المنظمة مع المزارعين. كما تُصدر المنظمة مئات البيانات الصحفية والتقارير والكتب، وتوزع باقة من المجلات، وتنتج العديد من الأقراص المضغوطة، وتستضيف العشرات من المنتديات الإلكترونية.
اقتسام الخبرات في مجال السياسات: تضع المنظمة خبرتها المديدة تحت تصرف الأعضاء لرسم السياسات الزراعية ودعم التخطيط وإعداد التشريعات الفعالة، وإرساء الإستراتيجيات القطرية اللازمة لتحقيق أهداف التنمية الريفية والتخفيف من وطأة الجوع.
توفير الملتقى للبلدان: يشهد المقر الرئيسي للمنظمة ومكاتبها الميدانية كل يوم لقاء العشرات من واضعي السياسات والخبراء من مختلف أرجاء العالم الذين يعملون على صياغة الاتفاقيات المتصلة بالقضايا الرئيسية للأغذية والزراعة. وبوصفها منتدى محايداً، تهيئ المنظمة فرصة التقاء البلدان الغنية والفقيرة معاً للتوصل إلى تفاهم مشترك.
نقل المعارف إلى الميدان: توضع معارف المنظمة الواسعة موضع الاختبار في آلاف المشروعات الميدانية في مختلف أنحاء العالم. وتحشد المنظمة وتدير ملايين الدولارات من البلدان الصناعية والمصارف الإنمائية والمصادر الأخرى لضمان نجاح المشروعات في بلوغ أهدافها. وتوفر المنظمة المعرفة التقنية اللازمة، كما توفر في حالات قليلة مقادير محدودة من التمويل. وفي أوقات الأزمات، نعمل جنباً إلى جنب مع برنامج الأغذية العالمي والوكالات الإنسانية الأخرى لحماية سبل المعيشة في الريف ومساعدة الناس في إعادة بناء حياتهم.

## البرامج والإنجازات

### الغذاء

#### الدستور الغذائي
في عام 1961 أنشأت منظمتي الأغذية والزراعة ومنظمة الصحة العالمية هيئة الدستور الغذائي (Codex Alimentarius) لوضع معايير ومبادئ ونصوص غذائية، مثل تدوين الممارسات في إطار برنامج المواصفات الغذائية المشترك بين منظمة الأغذية والزراعة ومنظمة الصحة العالمية. وأهم أهداف البرنامج الرئيسية هي حماية صحة المستهلك، والتأكيد على التجارة العادلة، والتشجيع على تنسيق جميع الأعمال المتعلقة بالمعايير الغذائية التي تشارك بها المنظمات الحكومية الدولية والمنظمات غير الحكومية.

#### مؤتمر القمة العالمي للأغذية
في عام 1996، أقامت منظمة الأغذية والزراعة مؤتمر القمة العالمي للأغذية، حضره 112 رئيسًا أو نائب رئيس دولة أو حكومة. وانتهى مؤتمر القمة بالتوقيع على إعلان روما الذي هدف إلى تخفيض عدد الأشخاص الذين يعانون من الجوع إلى النصف بحلول عام 2015. وفي الوقت نفسه، شاركت 1200 منظمة من منظمات المجتمع المدني من 80 دولة في منتدى للمنظمات غير الحكومية. وقد انتقد المنتدى التصنيع الزراعي المتزايد، ودعا الحكومات - ومنظمة الأغذية والزراعة - إلى بذل المزيد من الجهد لحماية «الحق في الغذاء» للفقراء.

#### تيليفود
في عام 1997، أطلقت منظمة الأغذية والزراعة حملة تيليفود (TeleFood)، وهي حملة للحفلات الموسيقية والأحداث الرياضية وغيرها من الأنشطة لتسخير قوة الإعلام والمشاهير والمواطنين المعنيين للمساعدة في مكافحة الجوع. ومنذ نشأة هذه الحملة، استطاعت الحملة الحصول على ما يقارب من 28 مليون دولار أمريكي، علاوة على 15 مليون يورو في شكل تبرعات. وتدفع الأموال التي يتم جمعها من خلال تيليفود لمشاريع صغيرة ومستدامة تساعد صغار المزارعين على إنتاج المزيد من الغذاء لأسرهم ومجتمعاتهم.
وتوفر هذه المشاريع موارد ملموسة، مثل معدات الصيد، البذور، والأدوات الزراعية. وعلى سبيل المثال مساعدة الأسر على تربية الخنازير في فنزويلا وأيضا من خلال إنشاء حدائق مدرسية في الرأس الأخضر وموريتانيا وتوفير وجبات الغداء المدرسية في أوغندا وتعليم الأطفال كيفية الزراعة وتربية الأسماك في مستعمرات الجذام في الهند.

#### سفراء النوايا الحسنة للمنظمة
في عام 1999 قد بدأ برنامج سفراء النوايا الحسنة لدى المنظمة. والغرض الرئيسي من هذا البرنامج هو جذب اهتمام الجمهور والإعلام بتلك الحالة الغير المقبولة التي لا يزال يعاني منها حوالي مليار شخص بسبب الجوع المزمن وسوء التغذية في وقت لم يسبق له مثيل. وهؤلاء الناس يعيشون حياة بائسة ويحرمون من أبسط حقوق الإنسان وهو الحق في الغذاء.
ولا تستطيع الحكومات وحدها أن تضع حدا للجوع ونقص التغذية، فتعبئة القطاعين العام والخاص، وإشراك المجتمع المدني، وتسخير الموارد الجماعية والفردية، كلها أمور مطلوبة إذا أردنا لهؤلاء الناس الخروج من هذه الحلقة المفرغة من الجوع المزمن ونقص التغذية.
كل من سفراء النوايا الحسنة للمنظمة - المشاهير من كل المجالات الفنية والترفيهية، الرياضية والأوساط الأكاديمية مثل الحائزة على جائزة نوبل ريتا ليفي مونتالشيني، والممثلة جونج لي، والمغنية الراحلة ميريام ماكيبا، والمطربين الدوليين رونان كيتنغ وأنجون، ولاعبو كرة القدم روبرتو باجو وراؤول، على سبيل المثال لا الحصر، وكل هؤلاء المشاهير قد التزموا شخصيًا ومهنيًا برؤية المنظمة التي تعمل على إقامة عالم آمن غذائياً للأجيال الحالية والمقبلة. وباستخدام مواهبهم ونفوذهم، يوجه سفراء النوايا الحسنة الكبار والشباب والأغنياء والفقراء إلى حملة مكافحة الجوع في العالم. وهي تهدف إلى جعل توفير الغذاء للجميع حقيقة واقعة في القرن الحادي والعشرين وما بعده.

#### مبادئ الحق في الغذاء
في عام 2004، تم اعتماد المبادئ التوجيهية للحق في الغذاء، والتي تقدم للدول توجيهات حول كيفية تنفيذ التزاماتها المتعلقة بالحق في الغذاء.

#### الاستجابة لأزمة الغذاء
في ديسمبر 2017، أطلقت منظمة الأغذية والزراعة مبادرتها بشأن ارتفاع أسعار الأغذية لمساعدة صغار المنتجين على زيادة إنتاجهم وكسب المزيد. وفي إطار هذه المبادرة، ساهمت المنظمة في تشكيل فريق عمل عالي المستوى تابع للأمم المتحدة عين خصيصاً لإدارة الأزمة العالمية للغذاء، والتي أنتجت إطار عمل شامل، وقد نفذت المنظمة مشاريع في أكثر من 25 دولة وبعثات مشتركة بين الوكالات في حاولي 60 دولة. ووسعت نطاق رصدها من خلال النظام العالمي للإعلام والإنذار المبكر عن الأغذية والزراعة، وقدمت المشورة السياسية إلى الحكومات في نفس الوقت الذي تدعم فيه جهودها الطامحة إلى زيادة إنتاج الأغذية، كما دعت إلى زيادة الاستثمار في مجال الزراعة. كما عملت أيضاً جنبا إلى جنب مع الاتحاد الأوروبي. وأحد الأمثلة على عملها هو ضخ 10.2 مليون دولار أمريكي، و 7.5 مليار يورو لتوزيع البذور ومضاعفتها في هايتي، مما أدى إلى زيادة كبيرة في إنتاج الأغذية، وبالتالي توفير أغذية بصورة أكبر وأرخص.

#### الشراكة بين منظمة الأغذية والزراعة والاتحاد الأوروبي
في مايو 2005، وقعت منظمة الأغذية والزراعة بالتعاون مع الاتحاد الأوروبي على حزمة من المساعدات الأولية بقيمة 125 مليون يورو لدعم صغار المزارعين في البلدان التي تعاني بشدة من ارتفاع أسعار المواد الغذائية. وتبلغ قيمة المساعدات من الاتحاد الأوروبي حوالي مليار يورو، والذي أنشئ مع فريق العمل العالي المستوى التابع للأمم المتحدة والذي عُين لإدارة أزمة الغذاء العالمية ومنظمة الأغذية والزراعة للتركيز على البرامج التي سيكون لها تأثير سريع ودائم على الأمن الغذائي. وتتلقى المنظمة حوالي 200 مليون يورو للعمل في 25 دولة، منها 15.4 مليون يورو تذهب إلى زيمبابوي.

#### برامج الأمن الغذائي
يعد البرنامج الخاص للأمن الغذائي هو المبادرة الرئيسية للمنظمة من أجل خفض أعداد الجائعين في العالم إلى النصف بحلول عام 2015 (الذي يقدر حاليا بما يقارب من مليار شخص) كجزء من التزامها بالأهداف الإنمائية للألفية. ومن خلال مشاريع في أكثر من 100 دولة حول العالم، حيث يشجع البرنامج على إيجاد حلول فعالة وملموسة للقضاء على الجوع ونقص التغذية والفقر. وتشارك حاليًا 102 دولة في هذا البرنامج، وقد بدأت حوالي 30 دولة في التحول من البرامج التجريبية إلى البرامج الوطنية. ولتعظيم أثر عملها، تشجع المنظمة بقوة الملكية الوطنية والتمكين المحلي في البلدان التي تعمل فيها.

#### حملة على الإنترنت لمكافحة الجوع
في أبريل 2011، تحول مشروع الجوع الذي بلغ مليار نسمة إلى حملة القضاء على الجوع، وبشراكة منظمة الأغذية والزراعة مع وكالات الأمم المتحدة الأخرى مع المجموعات الخاصة غير الربحية تم تدشين حملة القضاء على الجوع خارج نطاق الدعوة العامة التقليدية، فأصبحت تعول على النجاح الذي حققته عام 2010 بمشروع المليار جائع وسلسلة الأحداث العامة التابعة التي أدت إلى جمع أكثر من ثلاثة ملايين توقيع علي التماس عالمي للقضاء على الجوع. وفي 30 نوفمبر 2010، تم تقديم أصل الالتماس إلى ممثلي حكومات العالم في حفل أقيم في روما.
تعد شبكة الإنترنت والشراكة جانبان محوريان وديناميكيان لإنهاء الجوع، وتعتمد الحملة على مساعدة المنظمات والمؤسسات التي يمكن أن تسهل نشر المشروع، من خلال وضع لافتات على مواقعهم الخاصة أو تنظيم أحداث تهدف إلى زيادة الوعي بالمشروع. في موسم 2011، فقد وسعت الحملة محتوى الوسائط المتعددة، واتباع ترتيبات رؤية متبادلة مع المنظمات الشريكة، ولقد صبت تركيزها على الشباب الذين تتراوح أعمارهم بين 14-25 عام، الذين تم تشجيعهم على فهم امكانياتهم كحركة اجتماعية للدفع من أجل الانتهاء من الجوع.
علاوة على ذلك، فإن مشروع القضاء على الجوع يعد حملة متواصلة للقضاء علي هذه الآفة تماماً، وتم توسيع الجهود لنشر الفكرة عن طريق مواقع التواصل الاجتماعي مثل الفيسبوك وتويتر وغيرها من الشبكات الأخرى. ويمكن لأولئك الذين يوقعون الالتماس أن ينشروا رابط الموقع الإلكتروني الخاص بحملة القضاء على الجوع إلى أصدقائهم، عبر وسائل التواصل الاجتماعي أو البريد، من أجل اكتساب الوعي والتوقيع على الالتماس. ويمكن القول أن الهدف المؤقت التالي يكمن في زيادة عدد الأعضاء المشاركين في الحملة عبر الفيسبوك إلى مليون عضو. وكذلك هو الحال في الالتماس، فكلما زاد عدد الأعضاء المشاركين، كلما زادت قوة الرسائل الموجهة إلى الحكومات. «فلم نعد نتحمل حقيقة وجود أن مئات الملايين يعيشون في الجوع المزمن». ويمكن أيضاً للأفراد والمجموعات أن ينشئوا حملات خاصة بهم مع أصدقائهم بواسطة صافرات ولافتات وبهذا سيوجهون الناس ويلفتوا انتباههم إلى حقيقة انتشار الجوع المزمن بين مئات الملايين من الناس. (ويمكنكم طلب الصافرات واللافتات من خلال الموقع الخاص بالحملة endhunger.org).
وقد استعارت الحملة الأصلية "مليار جائع "1billionhungry" شعارها "أنا مجنون مثل الجحيم، وأنا لم أعد اتحمل هذا بعد الآن"، وهذا هو الشعار الذي استخدمه بيتر فينش في فيلم Network (شبكة) عام 1976. وفي الوقت نفسه، كان رمز الحملة من البداية هو صافرة صفراء، وكان قد تم تقديم هذا المفهوم الإبداعي من قبل وكالة الاتصالات الإيطالية ماكان إريكسون. وكان يرمز على الصفير احتجاجاً بسبب الصمت على كارثة الجوع. ويعد ذلك الصفير رمزاً على الاحتجاج حتى وقتنا هذا.
واستمرت حملتي «المليار جائع» و«القضاء على الجوع»، في جذب سفراء الأمم المتحدة للنوايا الحسنة من عالم الموسيقى، والسينما، والأدب، والرياضة، والنشاط، والحكومة. ومن بين الأفراد المعروفين الذين اشتركوا في ذلك الرئيس البرازيلي السابق لويز إيناسيو لولا دا سيلفا، والرؤساء السابقين لشيلي ريكاردو لاغوس وميشيل باشيليت، والممثلة سوزان سارندون، والممثلين جيريمي إيرونس وراؤول بوفا، والمطربين سيلين ديون وأنكون، والمؤلفين إيزابيل الليندي وأندريا كاميليري، والموسيقي تشوتشو فالديس، والأسطورة الأولمبية كارل لويس.

### ٧٥ عامًا على تأسيس منظمة الأغذية والزراعة
خمسة وسبعون سنة تنقضي واسم منظمة الأغذية والزراعة، طموحها وروحها قائمون: كل شيء آخر تغير وسيتغير أكثر.
نشأت عام 1945 في خضم مثالية إعادة الإعمار التي تلت الحرب. ظهرت منظمة الأغذية والزراعة للأمم المتحدة لزيادة الإنتاج الزراعي عبر العالم وجعل المجاعات جزء من الماضي. على مدى العقود الالية، اكتسبت توقعات المنظمة ومجموعة العامل بها ابعادا بيئية واستدامة جديدة. وبحلول عام 2020، يقتضي النجاح المستمر تجديدا استراتيجيا.
ومع تفاقم مواطن الضعف المتصلة النزاعات وتغير المناخ بسبب جائحة كوفيد-19، تبحث المنظمة عن شراكات متقدمة في مجال البحوث والرقمنة والابتكار المتواصل لتساعاد في القضاء على الجوع وسوء التغذية. وببقاء عشر سنوات حتى تبلغ أهداف التنمية المستدامة أجلها، يحتدم السباق نحو إيجاء أجوبة وحلول جريئة.

### الزراعة

#### الاتفاقية الدولية لوقاية النباتات
انشات الفاو الاتفاقية الدولية لوقاية النباتات IPPC في عام 1952. تلك المنظمة الدولية تعمل علي الحد من انتشار الآفات والوقاية من أمراض النباتات في كل من المساحات المستغلة زراعياً والنباتات البرية. وأيضاً من ضمن صلاحياتها وضع قوائم بأسماء آفات النباتات، وتتبع مدى تفشيها، والتنسيق الفني بين الدول الأعضاء. وفي مايو 2012، تم اعتماد المعاهدة بين 177 حكومة.

#### التحالف ضد الجوع وسوء التغذية (AAHM)
يهدف التحالف ضد الجوع وسوء التغذية إلي جعل الدول والمنظمات أكثر فاعلية، ويدعو إلي معالجة ومحاربة الجوع وسوء التغذية وإتخاذ الإجراءات الفعالة.
يعمل التحالف كشراكة دولية تهدف إلى الربط بين المؤسسات المحلية والإقليمية والوطنية والدولية التي تشترك في أهداف مكافحة الجوع وسوء التغذية. تعمل المنظمة على معالجة الأمن الغذائي عن طريق تعزيز الموارد، وتبادل المعرفة، وتقوية الأنشطة التي تهدف إلى محاربة الجوع على المستويين الوطني والعالمي.
لقد تم تأسيس تلك المنظمة في 2002 وهي تعمل علي توجيه ودعم الجهود لمحاربة الجوع وسوء التغذية. تنبع مهمة التحالف الهدفين الأول والثامن من أهداف الأمم المتحدة الإنمائية للألفية؛ خفض عدد الأشخاص الذين يعانون من الجوع إلى النصف بحلول عام 2015 (ورد مسبقًا في «إعلان روما» عام 1996)، وتطوير شراكة عالمية من أجل التنمية. تم تأسيس التحالف بواسطة وكالات الأغذية التي تتخذ من روما مقراً لها - وهي منظمة الأغذية والزراعة للأمم المتحدة (الفاو)، وبرنامج الأغذية العالمي التابع للأمم المتحدة (WFP)، والصندوق الدولي للتنمية الزراعية (IFAD)، والمنظمة الدولية للتنوع البيولوجي Bioversity International.

#### الإدارة المتكاملة للآفات
خلال عام 1990 أخذت الفاو دور الريادة في ترويج الإدارة المتكاملة للآفات لمنتجي الأزر بآسيا. حيث تم تدريب مئات الآلاف من المزارعين على تطبيق نهج يعرف بمدرسة المزارعين الحقلية وهو أحد البرامج التي يتم إدارتها من قبل الفاو.
مثلها كمثل العديد من البرامج التي تديرها منظمة الأغذية والزراعة، جاءت الأموال للمدارس الحقلية للمزارعين من صناديق الأمانة الثنائية. وكانت أستراليا، وهولندا، والنرويج، وسويسرا، بمثابة الجهات المانحة الرئيسية. وقد حظيت جهود المنظمة في هذا المجال بمديح من جانب المنظمات غير الحكومية.

#### الآفات والأمراض العابرة للحدود
في عام 1994، قامت الفاو بنشر نظام للوقاية من الآفات، وأمراض النباتات، والأمراض العابرة للحدود، وفيها تركز علي التحكم في الأمراض مثل طاعون البقر ومرض الحمي القلاعية، وانفلوانزا الطيور، وذلك بمساعدة الحكومة والتنسيق معها.
كما يوجد بعض البرامج العالمية لاستئصال الطاعون لدي الماشية باعتباره أحد العناصر الرئيسية التي لها نطاق واسع وممتد في آسيا وأفريقيا، وقد أسفرت الجهود حتى الآن إلى القضاء على المرض. ومن ضمن الجهود أيضًا عمليات رصد الجراد من خلال مؤسسات عالمية تعمل علي إمداد الدول المتضررة بالتنبؤآت والحلول للوقاية من الاضرار أو تلافيها. وكذلك مد الجهات المانحة بكافة التطورات.

#### مبادرة الشراكة العالمية لتنمية القدرات لتربية النباتات

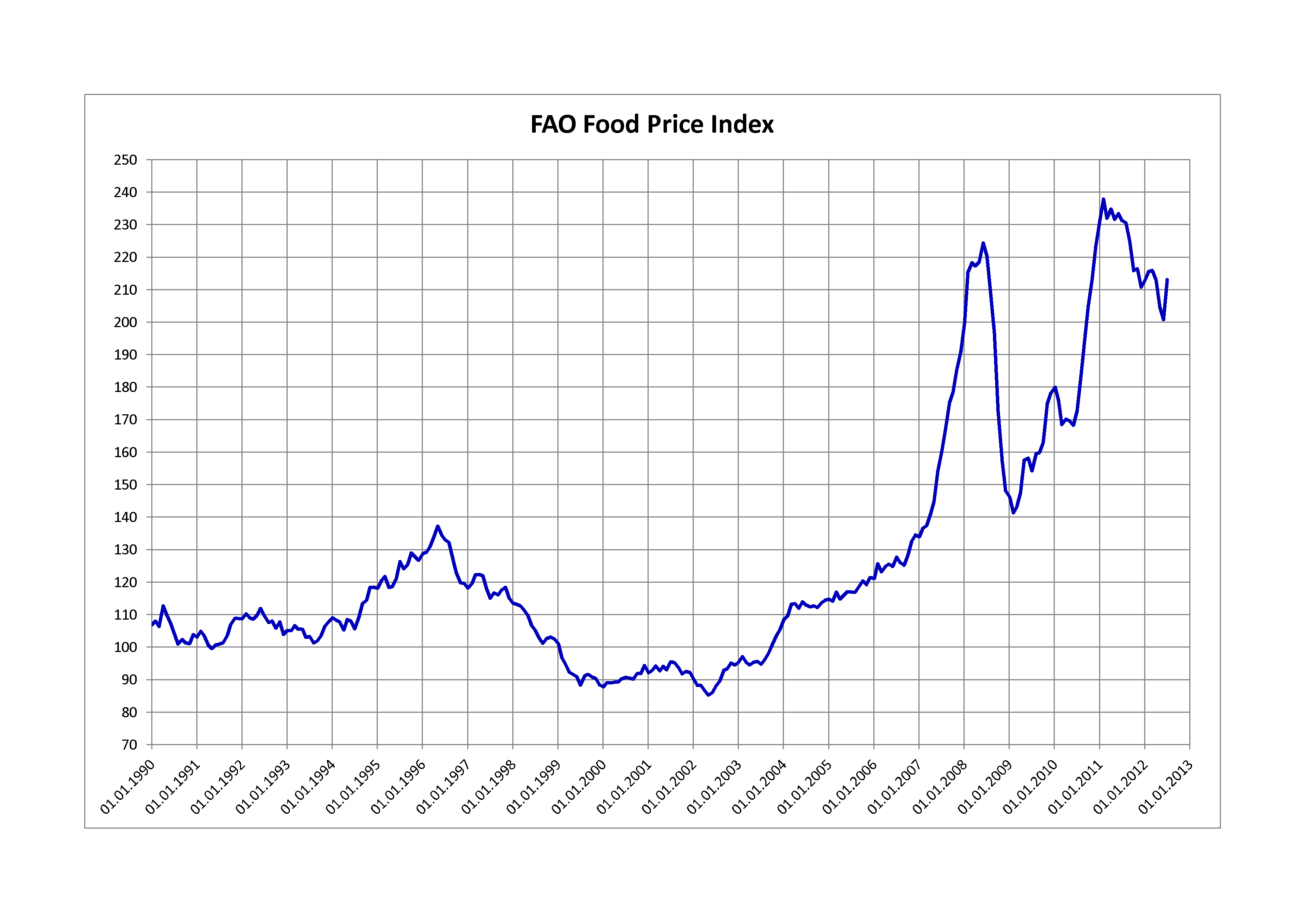
مؤشر أسعار الغذاء الصادر عن الفاو (1990-2012)

مبادرة الشراكة العالمية لتنمية القدرات لتربية النباتات هي شراكة دولية متخصصة في إكثار وتربية النباتات. تسعي تلك المبادرة الي تحسين وتطوير قدرات البلدان النامية لزيادة إنتاجية المحاصيل ورفع كفاءتها بهدف الحفاظ علي الأمن الغذائي وتطوير التنمية المستدامة. الهدف الرئيسي هو تأكيد ان مجموعة كبيرة من مربيي النباتات، والمتخصصين، والمديرين، والشركاء، والمانحين علي صلة ببعضهم البعض من خلال شبكة دولية قوية تنشر المعلومات والبيانات فيما بينهم بكفاءة.
ولذلك فان تنمية القدرات لإكثار وتربية النباتات خصوصاً في الدول النامية من الأشياء الهامة جدًا لتحقيق أفضل النتائج القوية والمدروسة علي أسس علمية وذات معني قوي لمحاربة خطر المجاعات والحد من الفقر.

#### الاستثمار في الزراعة
يضم قسم التعاون في منظمة الفاو مركز الاستثمار، والذي يشجع علي زيادة الاستثمارات في الزراعة والتنمية الريفية خصوصاً في الدول النامية، والتعرف علي السياسات والبرامج والمشاريع؛ للعمل علي مشروعات زراعية مستدامة وتحديد كيفية تنفيذها والإمكانيات المتاحة التي يجب استغلالها. ويحشد المركز التمويل من مؤسسات متعددة الأطراف مثل البنك الدولي، والبنوك التنموية الإقليمية وأيضًا عن طريق التحويلات الدولية مثل منظمة الفاو.

#### أنظمة التراث الزراعي العالمي
نظم التراث الزراعي العالمي (GIAHS) هي مبادرة شراكة تصورها وأصدرها الدكتور بارفيذ كوهافكان، والذي كان يعمل مديرًا للمهام الخاصة بالفصل العاشر لجدول الأعمال الواحد والعشرين لمنظمة الأغذية والزراعة بالأمم المتحدة في 2002 خلال مؤتمر القمة العالمي للتنمية المستدامة في جوهانسبرج بجنوب أفريقيا.
تهدف هذه الشراكة إلى تحديد وتدعيم وتأمين أنظمة التراث الزراعي العالمي، وسبل معيشتها، والتنوع البيولوجي المرتبط بها، ونظم المعرفة والثقافة لديها. وتقر الشراكة أيضًا بأهمية تلك المجتمعات الزراعية، وحياتها الاسرية، وما يحيط بها من منظومات متكاملة، وأهمية توجيه تلك الأنشطة نحو تنمية زراعية وريفية مستدامة.

#### الموارد الوراثية الحيوانية
لدي الفاو وحدة نركز علي الموارد الوراثية الحيوانية والتي تعرف بأنها «الفصائل الحيوانية التي يتم استخدامها أو من المحتمل استخدامها في إنتاج الأغذية والزراعة». يمكن تصنيف تلك الأعداد داخل كل نوع كمجموعات برية، ووحشية، ونباتية، وبدائية، وأية مواد وراثية جميعها محفوظة وتصنف كسلالات.
أيضاً للفاو دور رائد في مساعدة تلك الدور في تنفيذ الاستراتيجيات والخطط للحفاظ علي الموارد الوراثية الحيوانية وتدعم أيضاً مجموعات متنوعة للحفاظ عليها خارج أماكنها الطبيعية وداخلها.

### إدارة الغابات
واحدة من الأهداف الاستراتيجية لمنظمة الفاو هي الإدارة المستدامة للغابات في العالم، ومن هنا يعمل قسم إدارة الغابات على إيجاد وخلق التوازن بين العنصر المجتمعي والبيئي، ووضع الاعتبارات الاقتصادية، ووضع السكان الريفيون الذين يسكنون بمناطق الغابات في الاعتبار.
تعمل منظمة الأغذية والزراعة بسياسة محايدة لتبني الحوار بشكل سياسي باعتباره مصدر موثوق للمعلومات عن الغابات. وتقديم المساعدات التقنية المتخصصة لمساعدة تلك الدول على وضع برامج فعالة لإدارة الغابات.
تعد منظمة الفاو مركزاً للمعلومات الخاصة بالغابات، ومواردها، وكيفية إدارتها. وتعمل على مساعدة الدول على تنمية مواردها من خلال تزويدها بالبيانات اللازمة الخاصة بمواردها بالتعاون مع دول الأعضاء. تقوم الفاو بتقييم موارد الغابات على مستوى العالم، وتنشر النتائج في صورة تقارير ومنشورات دورية عبر شبكة الإنترنت أو على مواقعها الخاصة.
تعمل أيضاً المنظمة على نشر التقارير عن الغابات كل 5 سنوات في جميع أنحاء العالم. وقد تم نشر أحدث تقرير عام 2015، وهو يتضمن بعض التقارير وتحليلات لبعض البيانات ونشرها علي هيئة أنماط مختلفة على شبكة الإنترنت.
تعتبر منظمة الفاو هي الراعي الرسمي ليوم الغابات الدولي والذي يقام في الحادي والعشرين من شهر مارس من كل عام والذي أقرته الجمعية العامة للأمم المتحدة في الثامن والعشرين من شهر نوفمبر عام 2012.

### مصائد الأسماك

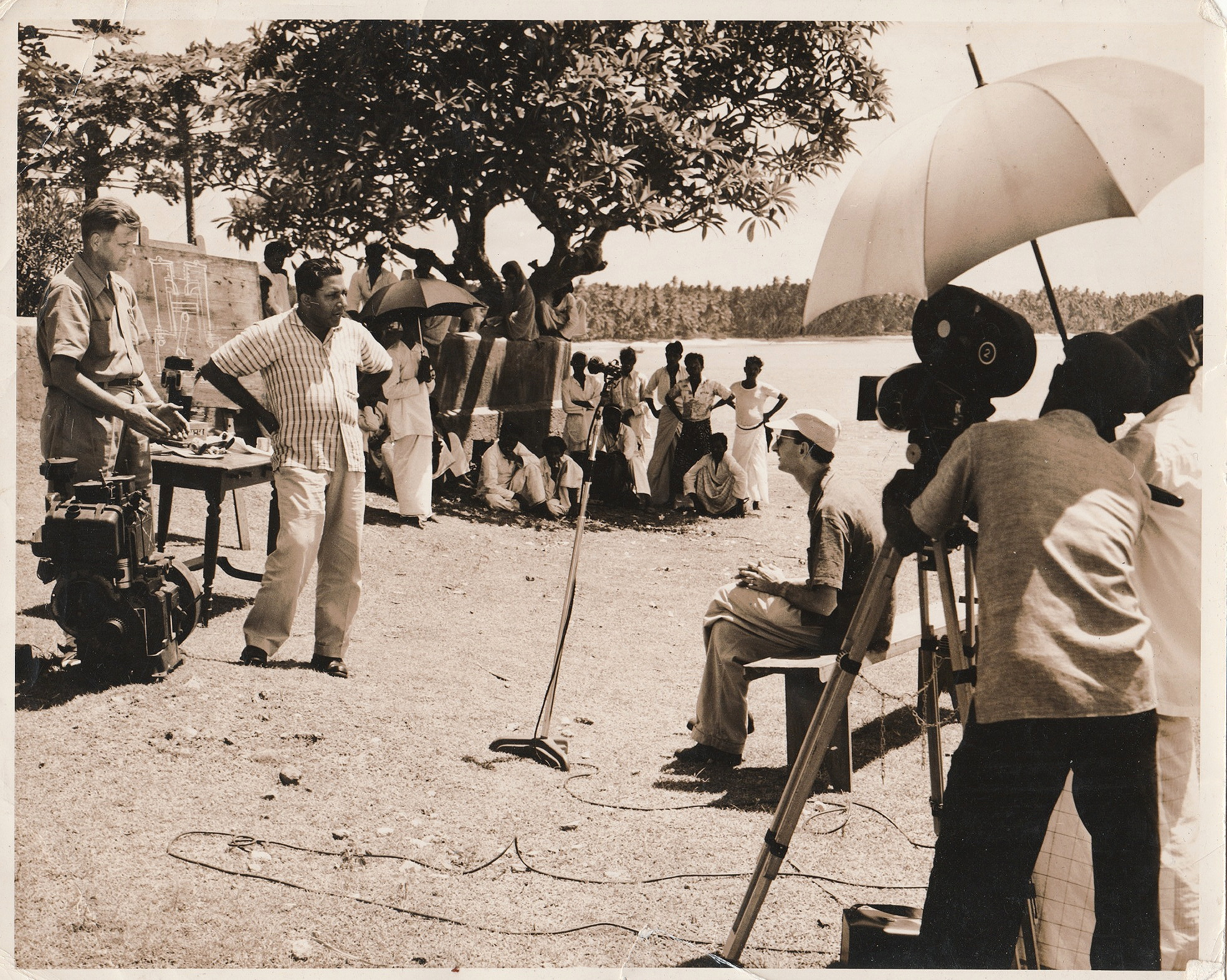
خبير مصايد الأسماك في المنظمة، سيلان، الخمسينيات.

يمكن تعريف إدارة مصائد الأسماك والاحياء المائية التابعة لمنظمة الفاو من خلال رؤيتها ورسالتها:
- الرؤية: مسئولية العالم في الاستخدام العادل والمسؤول والمستدام للموارد السمكية والأحياء المائية مما يحفظ حق كل إنسان في هذا العالم وحماية أمنه الغذائي والتخفيف من حدة الفقر في بعض الأماكن في هذا العالم.
- الرسالة: تعزيز الإدارة العالمية والقدرات الفنية للأعضاء بالمنظمة وتوافق الآراء لتحسين وحفظ الموارد المائية وكيفية استخدامها.

يرتكز العمل في إدارة المصائد السمكية وإدارة الأحياء المائية على الإدارة المستدامة لتلك الموارد وكيفية استخدامها استخدام أمثل وعادل.

### الإحصاء
ينتج القسم الإحصائي في منظمة الفاو قاعدة بيانات تسمى فاوست FAOSTAT، والتي تقوم بعرض بيانات 245 دولة و35 منطقة إقليمية منذ عام 1961 حتى آخر سنة متاحة. والتي تشمل أيضاً بيانات معدلة وتحليلات للبيانات، ويمكن ايضاً تحميل تلك البيانات التفاعلية المتقدمة لتحسين وتبادل البيانات من خلال خدمة الإنترنت. لدي شعبة الأراضي والمياه أيضًا قاعدة بيانات إحصائية عن المياه علي مستوي العالم تسمي اكواستات AQUASTAT.

### حملة إلكترونية ضد الجوع
انطلقت حملة المليار جائع للقضاء على الجوع في إبريل 2011. انطلقت بشراكة بين منظمة الغذاء والزراعة مع وكالات الأمم المتحدة ومجموعات خاصة أخرى غير هادفة للربح، تدفع حركة Ending hunger بحدود الدعوة العامة التقليدية. وهي مبنية على النجاح الذي تحقق في 2010 من مشروع برنامج المليار جائع وسلسلة المناسبات العامة المتلاحقة والتي أدت إلى جمع أكثر من 3 ملايين توقيعا للقضاء على الجوع عالميا. وكان التماس قد قدم أصلا إلى ممثلي حكومات العالم في احتفال أقيم في روما في 30 نوفمبر 2010.
وتشكل الشبكة والشراكات جانبين محوريين وديناميكييين للقضاء على الجوع. وتعتمد الحملة على المنظمات والمؤسسات التي يمكن أن تيسر نشر المشروع، وذلك بوضع لافتات على مواقعها الشبكية أو تنظيم مناسبات تهدف إلى زيادة الوعي بالمشروع. وفي موسمها 2011، وسعت الحملة محتواها المتعدد الوسائط، واتبعت ترتيبات الرؤية المتبادلة مع المنظمات الشريكة، وزادت عن تركيزها على الأطفال بين 14 و25 عاما وتشجيعهم على فهم إمكاناتهم كحركة اجتماعية للضغط من أجل نهاية الجوع.
وعلاوة على ذلك، فإن مشروع Ending hunger هو حملة اتصالات فيروسية، تجدد وتوسع جهودها لبناء الحركة من خلال الفيسبوك وتويتر وغيرها من الشبكات الاجتماعية. ويمكن لأولئك الذين يوقعون على العريضة نشر الرابط من الموقع لأصدقائهم، عبر وسائل الإعلام الاجتماعية أو البريد، من أجل الحصول على الوعى والتوقيعات لهذا التماس.
والهدف المؤقت التالى هو النمو في مجتمع الفيسبوك للحركة للوصول إلى مليون عضو. وكما هو الحال مع العريضة، كلما زاد عدد الأشخاص الذين شاركوا في الأمر، زادت الرسالة التي وجهت إلى الحكومات قوة : «لم نعد مستعدين لقبول حقيقة أن مئات الملايين يعيشون في جوع مزمن». ويمكن للمجموعات والأفراد أيضًا أن يقرروا بأنفسهم لتنظيم الحدث حول المشروع، وذلك ببساطة عن طريق جمع الأصدقاء، صفارات، تي شيرت ولافتات (صفارات والقمصان يمكن أن يؤمر، والعرائض توقيع صحائفه التحميل، على موقع،(Ending hunger.org) وتنبيه الناس بالجوع المزمن باستخدام الصافرات الصفراء.
اقترضت حملة المليار جائع الأصلية وشعارها «أنا مجنون مثل الجحيم، وانا لن افعلها بعد الآن !»، التي استخدمها بيتر فينش في فيلم 1976، شبكة.
وفي الوقت نفسه، كانت الصافرة الصفراء رمز الحملة منذ البداية، من مليار جائع إلى القضاء على الجوع. (تم توفير المفهوم الإبداعي من قبل وكالة ماكان اريكسون إيطاليا للاتصالات.) وهو يرمز إلى حقيقة أننا «تهب صافرة» على الكارثة الصامتة وهي الجوع. وهو في الوقت نفسه رمز وفي العديد من الأحداث الحية التي تحدث في جميع أنحاء العالم - وسيلة مادية للتعبير عن الإحباط والأدباء ببعض الضجيج بشأن حالة الجوع.
استمرت حملتا المليار جائع والقضاء على الجوع في اجتذاب سفراء الأمم المتحدة للنوايا الحسنة من عالم الموسيقى والسينما والأدب والرياضة والنشاط والحكومة. ومن بين الأفراد المعروفين الذين أصبحوا مشاركين الرئيس البرازيلي لويز ايناسيو لولا دا سيلڤا، والرؤساء السابقون لشيلي ريكادو لاغوس، وميشيل باتشيليت، والممثلة سوزان ساراندون، والممثلين جيريمي ايرونز، وراؤول بوڤا، والمغنيين سيلين ديون وانغغون، والمؤلفين ايزابيل الليندي وأندريا كاميليري، الموسيقار تشوتشو ڤالديز والاولمبية المسار والأسطورة كارل لويس.

## الدول الأعضاء
يبلغ اجمالي عدد الدول الاعضاء 197 دولة من بينها عضوان منتسبان ومنظمة عضو:
1. أفغانستان
2. ألبانيا
3. الجزائر
4. أندورا
5. أنجولا
6. أنتيغوا وبربودا
7. الأرجنتين
8. أرمينيا
9. أستراليا
10. النمسا
11. أذربيجان
12. جزر البهاما
13. البحرين
14. بنجلاديش
15. بربادوس
16. روسيا البيضاء
17. بلجيكا
18. بليز
19. بنين
20. بوتان
21. بوليفيا
22. البوسنة والهرسك
23. بوتسوانا
24. البرازيل
25. بروناي
26. بلغاريا
27. بوركينا فاسو
28. بورما
29. بوروندي
30. كمبوديا
31. الكاميرون
32. كندا
33. الرأس الأخضر
34. جمهورية افريقيا الوسطى
35. تشاد
36. شيلي
37. الصين
38. كولومبيا
39. جزر القمر
40. جمهورية الكونغو الديموقراطية
41. جمهورية الكونغو
42. جزر كوك
43. كوستا ريكا
44. ساحل العاج
45. كرواتيا
46. كوبا
47. قبرص
48. جمهورية التشيك
49. الدنمارك
50. جيبوتي
51. دومينيكا
52. جمهورية الدومنيكان
53. الإكوادور
54. مصر
55. السلفادور
56. غينيا الإستوائية
57. إريتريا
58. إستونيا
59. إثيوبيا
60. الإتحاد الأوربي[A]
61. جزر فارو[B]
62. فيجي
63. فنلندا
64. فرنسا
65. الغابون
66. غامبيا
67. جورجيا
68. ألمانيا
69. غانا
70. اليونان
71. غرينادا
72. غواتيمالا
73. غينيا
74. غينيا بيساو
75. غيانا
76. هايتي
77. هندوراس
78. اليونان
79. أيسلندا
80. الهند
81. إندونيسيا
82. إيران
83. العراق
84. أيرلندا
85. إسرائيل
86. إيطاليا
87. جامايكا
88. اليابان
89. الأردن
90. كازاخستان
91. كينيا
92. كيريباس
93. كوريا الشمالية
94. كوريا الجنوبية
95. الكويت
96. قرغيزستان
97. لاوس
98. لاتفيا
99. لبنان
100. ليسوتو
101. ليبيريا
102. ليبيا
103. ليتوانيا
104. لوكسمبورغ
105. مقدونيا
106. مدغشقر
107. ملاوي
108. ماليزيا
109. جزر المالديف
110. مالي
111. مالطا
112. جزر مارشال
113. موريتانيا
114. موريشيوس
115. المكسيك
116. ولايات ميكرونيزيا الموحدة
117. مولدافيا
118. موناكو
119. منغوليا
120. الجبل الأسود
121. المغرب
122. موزامبيق
123. ناميبيا
124. ناورو
125. نيبال
126. هولندا
127. نيوزيلاندا
128. نيكاراغوا
129. النيجر
130. نيجيريا
131. نيوي
132. النرويج
133. سلطنة عمان
134. باكستان
135. بالاو
136. بنما
137. بابوا غينيا الجديدة
138. باراجواي
139. بيرو
140. الفلبين
141. بولندا
142. البرتغال
143. دولة قطر
144. رومانيا
145. روسيا الاتحادية
146. رواندا
147. سانت كيتس ونيفيس
148. سانت لوسيا
149. سانت فنسنت وجزر غرينادين
150. ساموا
151. سان مارينو
152. ساو تومي وبرينسيب
153. المملكة العربية السعودية
154. السنغال
155. صربيا
156. سيشل
157. سيراليون
158. سنغافورة
159. سلوفاكيا
160. سلوفينيا
161. جزر سليمان
162. الصومال
163. جنوب أفريقيا
164. جنوب السودان
165. إسبانيا
166. سيريلانكا
167. السودان
168. سورينام
169. سوازيلاند
170. السويد
171. سويسرا
172. سوريا
173. طاجيكستان
174. تنزانيا
175. تايلاند
176. تيمور الشرقية
177. توغو
178. توكيلاو[B]
179. تونغا
180. ترينداد وتوباغو
181. تونس
182. تركيا
183. تركمنستان
184. توفالو
185. أوغندا
186. أوكرانيا
187. الإمارات العربية المتحدة
188. المملكة المتحدة
189. الولايات المتحدة الأمريكية
190. أوروغواي
191. أوزبكستان
192. فانواتو
193. فنزويلا
194. فيتنام
195. اليمن
196. زامبيا
197. زيمبابوي

1. ↑  منظمة عضو
2. 1 2  عضو منتسب

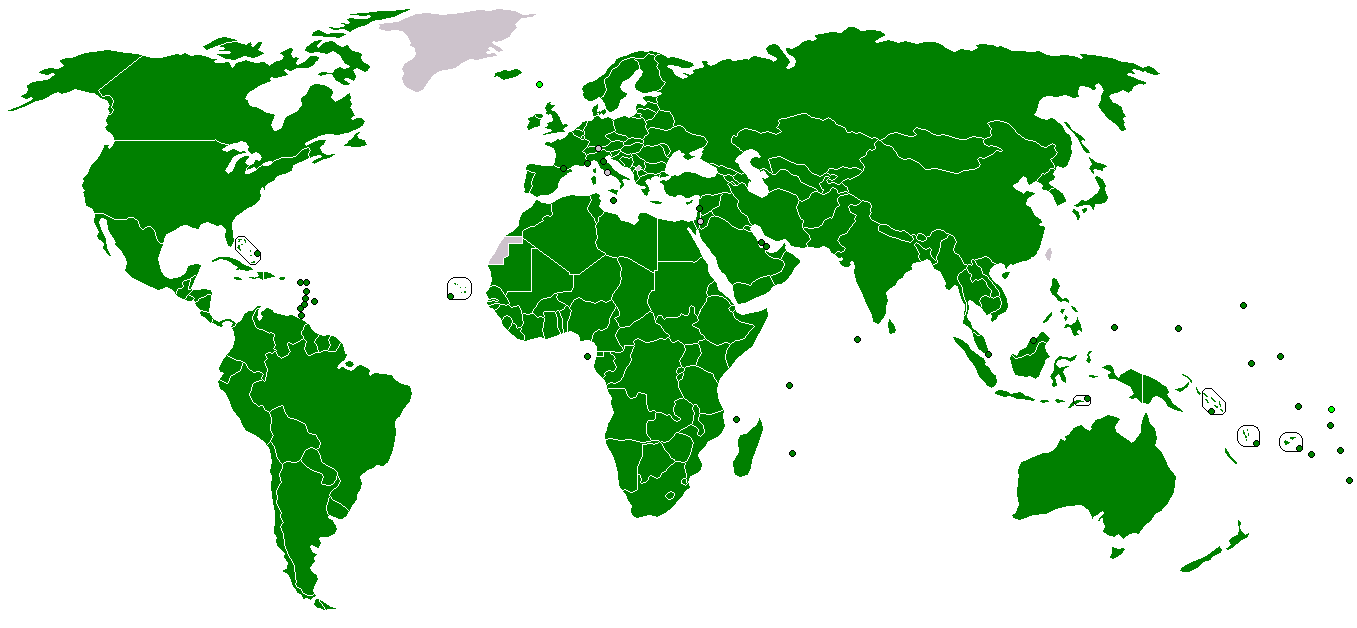
دول أعضاء في الفاو
دول عضو منتسب في الفاو

الدولة العضوة الوحيدة الموجودة في عضوية الأمم المتحدة وغير موجودة بعضوية الفاو هي ليختنشتاين.
أحيانا تشير بعض الدول إلى ممثلين معينين في منظمة الأغذية والزراعة مثل ممثل الولايات المتحدة لدى منظمة الامم المتحدة للأغذية والزراعة والذي يشغل أيضاً منصب سفير كما يعد جزءً من بعثة الولايات المتحدة لدى وكالات الأمم المتحدة بروما.

## وصلات خارجية
- الموقع الرسمي